# Michaił Tkaczenko
Mychajło Jelewferijowycz Tkaczenko (ur. 13 listopada 1878 w Wałkach w guberni charkowskiej, zm. 25 grudnia 1950 w Leningradzie) – radziecki leśnik i gleboznawca.
W 1899 roku ukończył Kolegium Rolnictwa i Ogrodnictwa w Humaniu, a w 1904 roku Instytut Leśny w Petersburgu. Pracował w tym instytucie na stanowisku asystenta, później jako kierownik Katedry Hodowli Lasu.
Oprócz hodowli lasu zajmował się taksacją, gleboznawstwem leśnym, ekonomiką i organizacją leśnictwa.
Badał pierwotne lasy północnej części Rosji, rolę lasu w tworzeniu się gleby, wzajemne powiązania metod hodowli i użytkowania lasu.

## Nagrody
Nagrodzony Orderem Czerwonego Sztandaru Pracy.

## Publikacje
- Obszczeje lesowodstwo, Leningrad 1939, 1952, 1955.
- Lesa Siewiera, cz. 1, Sankt Petersburg, 1911;